# Ormon khan
Ормон-хан
Ormon khan, né Ormon Niiazbekov, Ormon Niiazbek Uulu en 1792 et mort en 1854 est un héros de l'unité et de l'indépendance kirghizes. Chef de la tribu Sarybagysh et allié des Russes, il combat les Kazakhs rebelles à l'empire et le khanat de Kokand ouzbek. 

## Biographie
Chef des Sarybagysh, il se rebelle dans les années 1840 contre le khanat de Kokand. Après s'être proclamé chef de plusieurs tribus du nord du Kirghizistan, il combat et vainc en avril 1847 les troupes kazakhes de Kenessary Kassymov qui s'infiltraient depuis deux ans dans les terres septentrionales kirghize : il fait décapiter ce dernier et expédie sa tête au tsar Nicolas Ier, qui le récompense par le concession de vastes terres et de titres.  
Il échoue cependant à fédérer sous sa bannière les tribus Sayaq et Bughu des régions d'Issyk-Kul et de Naryn, et est tué lors d'une expédition contre les Bughu en 1854. 
Son corps, emporté par une rivière, aurait été enterré près du village de Semyonovka dans la province d’Yssykköl.

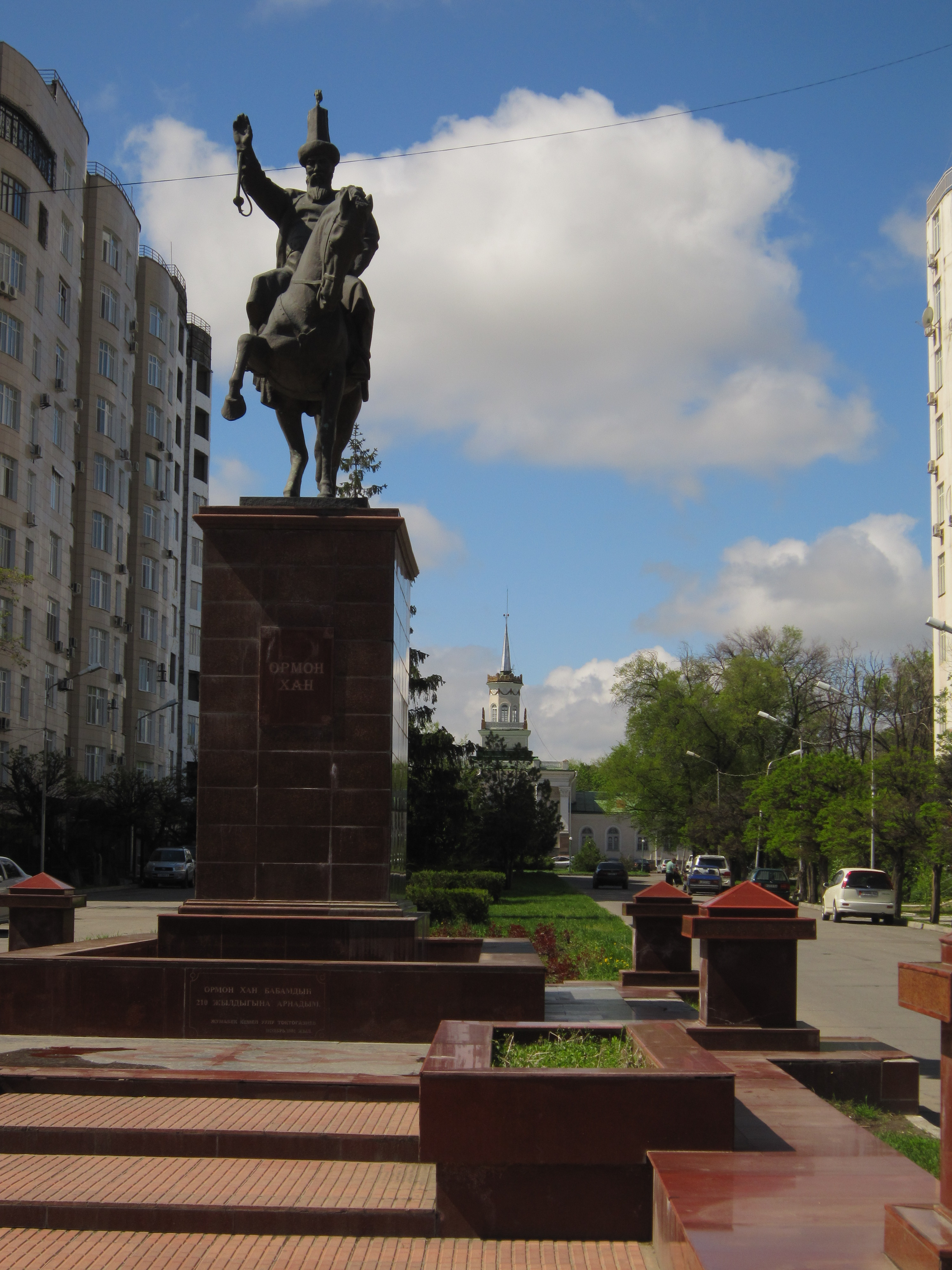
Statue équestre d'Ormon khan à Bishkek.